# Alumide
Alumide là một vật liệu được sử dụng trong in 3D bao gồm nylon chứa đầy bụi nhôm, tên của nó là một sự kết hợp của các từ nhôm và polyamide. Mô hình được in bằng cách thiêu kết một khay bột theo từng lớp. Trong khi nó cứng hơn nhiều so với các vật liệu khác được sử dụng trong in 3D, nó cũng có thể chịu tải trọng nhiệt cao hơn nhiều, duy trì hình dạng của nó ở nhiệt độ mà các hợp chất nhựa nhiệt dẻo như axit polylactic bị nóng chảy.